# تپه کهنه باغچه شماره ۲
تپه کهنه باغچه شماره ۲ مربوط به هزاره اول قبل از میلاد است و در شهرستان شاهرود، بخش میامی، روستای کمردار واقع شده و این اثر در تاریخ ۱۰ دی ۱۳۸۱ با شمارهٔ ثبت ۶۵۹۱ به‌عنوان یکی از آثار ملی ایران به ثبت رسیده است.